# Tipuana
Tipuana tipu (Benth.) Kuntze, conhecida como tipuana ou amendoim-acácia, é originária da América do Sul no Norte da Argentina e na Bolívia. Os climas preferidos dessa planta são o temperado, tropical e o subtropical, tornando-se capaz de suportar longas estiagens. Já foi utilizada na arborização urbana tanto no Brasil como em outros países.

## Descrição ehabitat
A Tipuana tipu é uma árvore florífera e caducifólia que possui uma copa bastante densa e ampla. As folhas são opostas, compostas, penadas-imparipenadas, com folíolos oblongos e verdes. Pode atingir uma altura de até 15 metros. A floração ocorre no final do inverno e na primavera, despontando inflorescências em ramos que são axilares, pendentes ou terminais com numerosas flores de tom alaranjado e que possui uma mancha pequena marrom na sua base. Os frutos são na forma de vagem, alados e indeiscentes, que permite sua dispersão pelo vento. No Brasil, ocorre principalmente em São Paulo e Porto Alegre.

## Usos
É usada no paisagismo, principalmente na arborização urbana, desde que haja bastante espaço disponível, pelo fato de ser uma árvore robusta e frondosa.
Entretanto, devido a seu grande porte, a fragilidade da madeira e suas raízes invasivas, tem causado quedas em épocas de chuvas, sendo mais propícia a quebras, fungos e cupins, nos troncos e raízes. Portanto, não é recomendável o uso da sua madeira em construções, sequer seu plantio em calçadas ou próximo de imóveis, já que ocasionam trincas nos pisos, asfaltos e podem quebrar muros.
Deve ser cultivada sob sol pleno, preferencialmente em solo fértil, profundo, enriquecido com matéria orgânica e irrigado regularmente. Além disso, é excelente para a fixação de plantas epífitas como orquídeas, bromélias e samambaias, inclusive fornece madeira para uma série de trabalhos, como o de confeccionar os tacos do pólo equestre.

## Peculiaridades
A Tipuana é bastante popular nos Estados Unidos onde é chamada de Rosewood. Alguns espécimes podem atingir mais de 100 metros de altura e 60 metros de largura, por isso mesmo são ótimas opções de árvores para fazer sombra.
Nos locais onde é cultivada, é muito apreciada pelo fato de as folhas crescerem em cachos. No final do verão é possível ver a Tipuana totalmente florida. Além disso, essa planta tem como fruto a sâmara que tem a sua semente na extremidade.
Pelo fato de ser uma árvore caduca em certo ponto do ano perde todas as suas folhas e assim lançam as suas sementes no período de janeiro a maio de cada ano. Apesar de a sujeira que a dispersão das sementes causa é uma árvore encontrada em vários países. Para os bolivianos, a Tipuana é o “Orgulho da Bolívia”.

## Curiosidades
A Tipuana é bem comum no Sul da Califórnia e muitas das árvores da região foram invadidas por insetos chamados psilídeo Tipu, dando origem do nome da Tipuana.

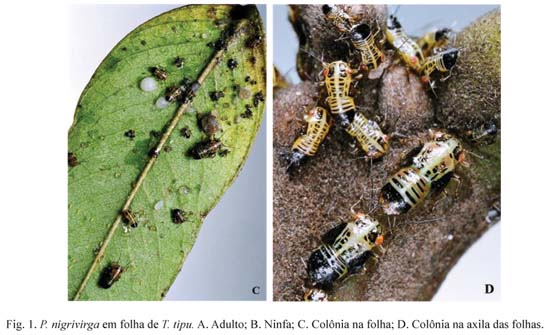